# Parade (musikgrupp)
Parade är en brittisk popgrupp. Under slutet av 2010 agerade gruppen som förband åt Shakira och under början av 2011 var de ute på turné tillsammans med Alexandra Burke.

## Medlemmar
Gruppens medlemmar sattes ihop genom en casting, som arrangerades av Jayne Collins casting, som tidigare satt ihop grupperna The Saturdays och The Wanted. Gruppen består av fem tjejer; Bianca, Emily, Sian, Jessica och Lauren.

## Diskografi
Album
- 2011 – Parade

Singlar
- 2011 – "Louder"
- 2011 – "Perfume"

Musikvideor
- 2011 – Louder